# Universe (álbum de Kumi Koda)
Universe é o oitavo álbum de estúdio da cantora japonesa Kumi Koda. O álbum foi lançado junto com a terceira compilação de singles, Best ~Third Universe~, nos formatos CD+Chaku-uta (que contém o CD da compilação mais um código para download do álbum de estúdio), 2CD e 2CD+DVD. 
Teve como singles: It's all Love!, que foi uma parceira de Kumi com sua irmã Misono Koda (vocalista do Day After Tomorrow), 3 SPLASH, o primeiro single 3 a-side da cantora, Alive / Physical thing, que alcançou o #1 na Oricon, e Can We Go Back, single limitado a 50.000 cópias. 
O álbum ficou em primeiro lugar na Oricon Albums Chart, ficando na parada por trinta e uma semanas.

## Faixas
| N.º | Título                                               | Letras                                                                        | Música                                       | Duração |  |
| 1.  | "Step Into My World"                                 | STY                                                                           | STY                                          | 3:00    |  |
| 2.  | "Can We Go Back"                                     | Kumi Koda, Adam Watts, Andy Dood, Shanna Crooks                               | Adam Watts, Andy Dood                        | 3:24    |  |
| 3.  | "SUPERSTAR"                                          | Kumi Koda, Figge, Johan Lindman                                               | Figge, Johan Lindman                         | 3:19    |  |
| 4.  | "You're So Beautiful"                                | Kumi Koda, Tim Larsson, Johan Fransoon, Tobias Lundgren                       | Tim Larsson, Johan Fransoon, Tobias Lundgren | 3:40    |  |
| 5.  | "Lick Me ♥"                                          | Kumi Koda                                                                     | YOO                                          | 3:28    |  |
| 6.  | "Work It Out!"                                       | Kumi Koda, Nina Ossoff, Dana Calitri, Tommy Henriksen                         | Tommy Henriksen                              | 3:47    |  |
| 7.  | "No Way"                                             | Kumi Koda                                                                     | U-Key zone                                   | 5:40    |  |
| 8.  | "Stay"                                               | Kumi Koda                                                                     | MARKIE                                       | 4:10    |  |
| 9.  | "Comes Up"                                           | Kumi Koda, YUUKI                                                              | YUUKI                                        | 3:54    |  |
| 10. | "Physical Thing"                                     | Kumi Koda, Thomas Gustafsson, Hugo Lira, Negin, Ian-Paolo Lira, Nosheen Saeed | Hugo Lira, Thomas Gustafsoon, Ian-Paolo Lira | 2:59    |  |
| 11. | "ECSTASY"                                            | HUM                                                                           | HUM                                          | 3:27    |  |
| 12. | "UNIVERSE"                                           | HIRO                                                                          | HIRO                                         | 3:34    |  |
| 13. | "It's All Love! feat. Misono"                        | Kumi Koda, misono                                                             |                                              | 4:54    |  |
| 14. | "Alive"                                              | Kumi Koda                                                                     | D.F. Händel & Taro Iwashiro                  | 3:42    |  |
| 15. | "Moon Crying (Live Version in Taiwan) (Faixa Bônus)" | Kumi Koda                                                                     | Miwa Furuse                                  | 7:48    |  |

## Posições na parada da Oricon
UNIVERSE conseguiu alcançar #1 no primeiro dia de vendas, com 76.056 cópias. Fechou sua primeira semana também em #1, com pouco mais de 220 mil cópias. Na segunda semana o álbum fechou em #3, com 60.552 cópias vendidas, somando 282.439 cópias nas duas primeiras semanas.